# Бокарн, Кристоф
Кристоф Бокарн (фр. Christophe Beaucarne; род. 24 сентября 1965) — бельгийский кинооператор.

## Биография
Кристоф Бокарн родился 24 сентября 1965 года в Брюсселе, Бельгия. Его отец — известный бельгийский поэт и музыкант Жюло Бокарн. В 1990 году Кристоф Бокарн получил диплом Высшего Национального института исполнительских видов искусства и техники речи (фр. Institut national supérieur des arts du spectacle et des techniques de diffusion, INSAS) в Брюсселе, после чего переехал в Париж, где жил на Монмартре.
Операторскую карьеру Кристоф Бокарн начал, сотрудничая с французскими режиссёрами как помощник оператора, прежде чем стать главным оператором фильма Жана-Мари Пуаре «Между ангелом и бесом». В дальнейшем сотрудничал с такими режиссёрами, как Ксавье Джанноли, Ален Корно, Жако Ван Дормаль, Матье Амальрик и Анн Фонтен. Также Бокарн снимался в нескольких фильмах в качестве актёра.
В 2009 году за операторское мастерство в фильме Жако Ван Дормаля «Господин Никто» Кристоф Бокарн получил бельгийскую национальную кинопремию «Магритт». Также он был четыре раза, номинирован как лучший оператор на получение французской кинопремии «Сезар».
Кристоф Бокарн является членом Бельгийского союза кинооператоров (англ. The Belgian Society of Cinematographers, SBC) и Французской ассоциации кинооператоров (фр. Association Française des directeurs de la photographie Cinématographique, AFC).

## Частичная фильмография
| Год  |   | Русское название              | Оригинальное название                  | Роль |
| ---- | - | ----------------------------- | -------------------------------------- | ---- |
| 1995 | ф | Между ангелом и бесом         | Les anges gardiens                     |      |
| 1998 | ф | Пришельцы 2: Коридоры времени | Les visiteurs 2: Les couloirs du temps |      |
| 2000 | ф | Современная жизнь             | La Vie moderne                         |      |
| 2001 | ф | Безумный день — среда         | Mercredi, folle journée!               |      |
| 2005 | ф | Рисуй или занимайся любовью   | Peindre ou faire l’amour               |      |
| 2006 | ф | Несколько дней в сентябре     | Quelques jours en septembre            |      |
| 2007 | ф | Внутренний мир Мартина Фроста | La Vie intérieure de Martin Frost      |      |
| 2007 | ф | Ирина Палм сделает это лучше  | Irina Palm                             |      |
| 2008 | ф | Париж                         | Paris                                  |      |
| 2009 | ф | Коко до Шанель                | Coco avant Chanel                      |      |
| 2009 | ф | Господин Никто                | Mr. Nobody                             |      |
| 2010 | ф | Турне                         | Tournee                                |      |
| 2010 | ф | Вне закона                    | Hors-la-loi                            |      |
| 2011 | ф | Моя часть пирога              | Ma part du gâteau                      |      |
| 2011 | ф | Цыплёнок с черносливом        | Poulet aux prunes                      |      |
| 2013 | ф | Тайное влечение               | Adoration                              |      |
| 2013 | ф | Пена дней                     | L'écume des jours                      |      |
| 2014 | ф | Красавица и чудовище          | La belle & la bête                     |      |
| 2014 | ф | Другая Бовари                 | Gemma Bovery                           |      |
| 2015 | ф | Новейший завет                | Le Tout Nouveau Testament              |      |
| 2016 | ф | Один в Берлине                | Seul dans Berlin                       |      |
| 2017 | ф | Джанго                        | Django                                 |      |
| 2017 | ф | Роден                         | Rodin                                  |      |
| 2020 | ф | Любовники                     | Amants                                 |      |